# یلو (جمهوری آلتای)
یلو (به لاتین: Yelo) یک منطقهٔ مسکونی در روسیه است که در جمهوری آلتای واقع شده‌است.